# Degen (Grisones)
Degen (oficialmente hasta 1983 en alemán: Igels) era una comuna suiza del cantón de los Grisones, situada en el distrito de Surselva, círculo de Lumnezia/Lugnez. Limitaba al norte con la comuna de Vella, al este con Suraua, al sur con Vignogn, y al oeste con Obersaxen. El 1 de enero de 2013 se fusionó con las antiguas comunas de Cumbel, Lumbrein, Morissen, Suraua, Vignogn, Vella y Vrin para constituir la nueva comuna de Lumnezia.

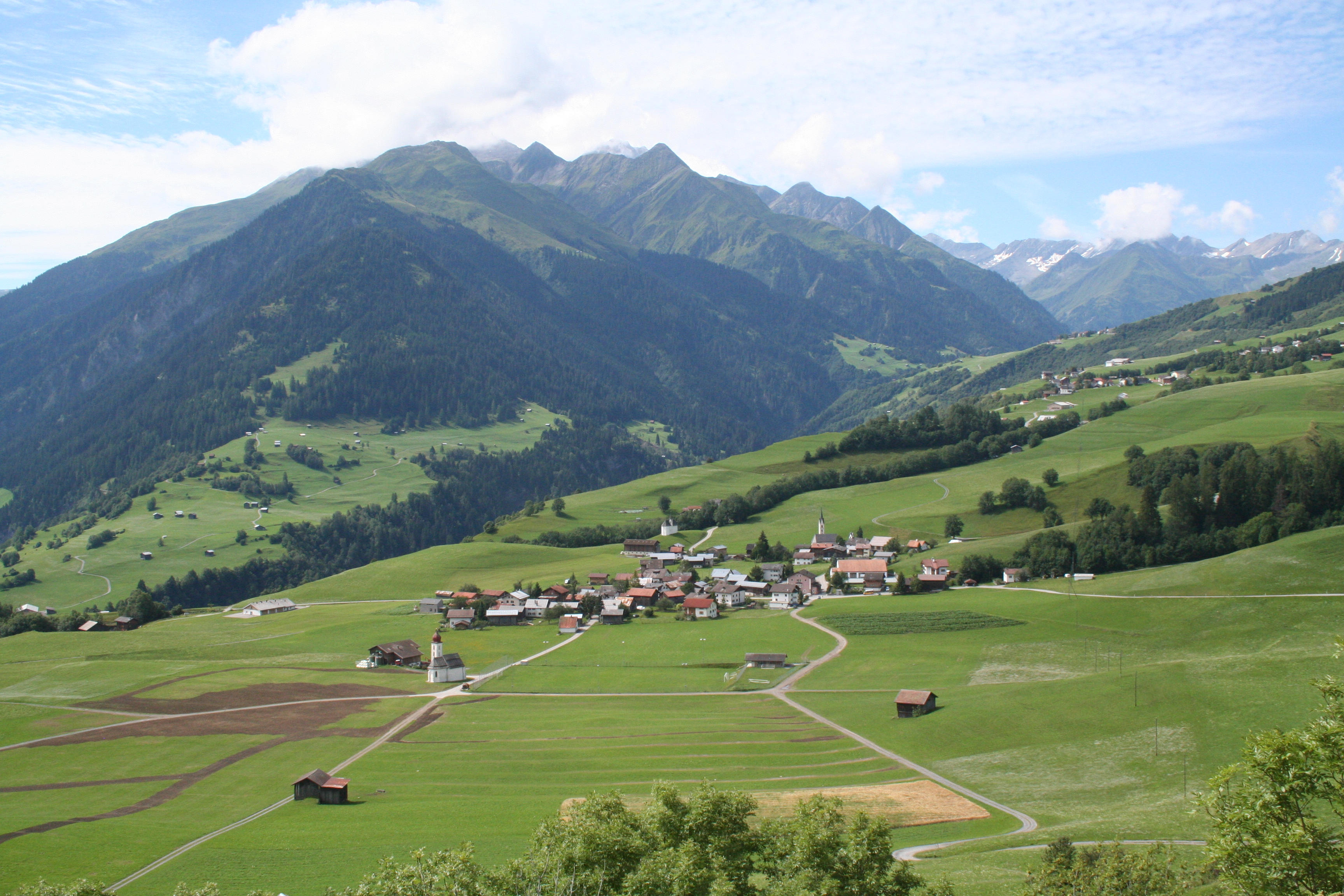
Vista de Degen en el valle Lumnezia.